# Gynacantha calypso
Gynacantha calypso – gatunek ważki z rodziny żagnicowatych (Aeshnidae).